# Mustapha Yaghcha
Mustapha Yaghcha (Marruecos, 7 de noviembre de 1952) es un exfutbolista de Marruecos que jugaba en la posición de defensa.

## Carrera

### Club
| Periodo   | Club             |
| --------- | ---------------- |
| 1964      | Raja Casablanca  |
| 1965      | Wydad Casablanca |
| 1966-1975 | Difaa El Jadida  |
| 1975-1979 | CS Chênois       |
| 1980-1983 | Servette FC      |

### Selección nacional
Jugó para Marruecos en 31 ocasiones de 1971 a 1983 y anotó siete goles; participó en los Juegos Olímpicos de Múnich 1972, en la Copa Africana de Naciones 1978 y en la fallida clasificación de CAF para la Copa Mundial de Fútbol de 1982.

## Logros
- Lista de los 200 mejores futbolistas africanos de la historia en 2006.[6]